# Hinrich Kerckring

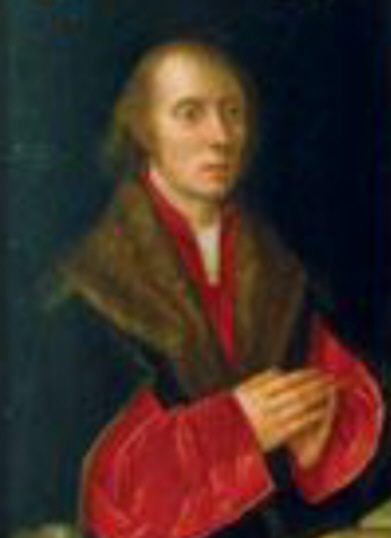
Hinrich Kerckring

Hinrich Kerckring, auch Heinrich Kerkring (* 1479 in Lübeck; † 1540) war ein Kaufmann und Ratsherr der ersten Hälfte des 16. Jahrhunderts in der Hansestadt Lübeck.

## Leben
Hinrich Kerckring bzw. Kerkring war der Sohn des Ratsherrn Johann Kerckring. Er war seit 1515 Mitglied der einflussreichen Zirkelgesellschaft und wurde 1518 in den Lübecker Rat gewählt. Als deren Kämmereiherr ist er in den Jahren 1529–31 und 1535–37 nachgewiesen. Unter dem Druck Jürgen Wullenwevers musste er mit weiteren Mitgliedern des Alten Rates am 11. April 1534 aus dem Rat ausscheiden und trat erst, nachdem sich die Stimmung der Bürgerschaft unter dem Druck der Kriegslasten gegen Wullenwever gewendet hatte, am 12. November 1534 kurz vor dem Frieden von Stockelsdorf mit weiteren Mitgliedern des Alten Rates um Nikolaus Brömse wieder in diesen ein. 
Er war verheiratet mit Katharina, einer Tochter des Lübecker Ratsherrn Friedrich Joris. Beide waren der Lübecker Fastnacht sehr zugetan; dies wird aus seinen Briefen an Mathias Mulich deutlich. Das Ehepaar hatte sechs Söhne (darunter der Ratsherr Johann Kerkring) und 12 Töchter. Der Ratsherr Hermann Schutte und der Kaufmann Johann Wigerinck waren seine Schwäger. 
Kerckrings Epitaph mit Stifterbild befand sich an der Ostseite des zweiten Süderpfeilers in der Lübecker Marienkirche und wurde beim Luftangriff am Palmsonntag 1942 zerstört. Es war das erste Epitaph Lübecks, das speziell zur Anbringung an einem Kirchenpfeiler geschaffen worden war.
Weitgehend ungeklärt ist die frühe Provenienzgeschichte des im St.-Annen-Museum befindlichen Kerckring-Altars, der 1520 von dem niederländischen Maler Jacob van Utrecht gemalt wurde und auf abenteuerlichen Wegen aus der Sammlung Brederlo von Riga nach Lübeck zurückfand.